# Världsmästerskapet i handboll för herrar 2011
Världsmästerskapet i handboll för herrar 2011 spelades i Sverige mellan 13 och 30 januari 2011, efter beslut av det internationella handbollsförbundet vid ett möte i Herzogenaurach, Tyskland 18 oktober 2008. Mästerskapet vanns av Frankrike, som i finalen besegrade Danmark.
Ansökande länder var (förutom Sverige) Danmark, Spanien och Ungern. Ungefär hälften av matcherna spelas i Skåne, där det byggts ett antal moderna arenor. Arenorna har tillsammans med den goda infrastrukturen och det stora handbollsintresset varit avgörande argument för att Sverige blev uttaget att arrangera tävlingarna.
Region Skåne och Göteborg & Co var Svenska Handbollförbundets samarbetspartner. Därför blev Skåne och Göteborg huvudsakliga spelplatser med finalspelet i nya Malmö Arena i Hyllie. 
Landslag från 24 nationer deltog, och spelarenorna var Malmö Arena, Scandinavium i Göteborg, Cloetta Center i Linköping, Himmelstalundshallen i Norrköping, Kinnarps Arena i Jönköping och Arena Skövde samt de likaledes nybyggda Kristianstad Arena och Färs och Frosta Sparbank Arena i Lund. Grundomgången avgjordes i fyra grupper med sex lag i varje, där de tre bästa i varje grupp gick vidare till Mellanrundan som spelas i två grupper med sex lag i varje. Semifinalerna spelades 28 januari i Malmö och Kristianstad medan bronsmatchen och finalen spelades 30 januari i Malmö Arena.
Sveriges matcher i gruppspelet avgjordes i Scandinavium i Göteborg, medan matcherna i Mellanrundan spelades i Malmö Arena.
Den officiella låten för mästerskapet var Glorious av den svenska artisten Arash Labaf.

## Spelorter
| Malmö              | Göteborg                                                               | Linköping                                                              | Norrköping                     |
| ------------------ | ---------------------------------------------------------------------- | ---------------------------------------------------------------------- | ------------------------------ |
| Malmö Arena        | Scandinavium                                                           | Cloetta Center                                                         | Himmelstalundshallen           |
| Kapacitet: 13 700  | Kapacitet: 12 044                                                      | Kapacitet: 8 500                                                       | Kapacitet: 4 300               |
|                    |                                                                        |                                                                        |                                |
| Jönköping          | Malmö Lund Kristianstad Göteborg Skövde Jönköping Linköping Norrköping | Malmö Lund Kristianstad Göteborg Skövde Jönköping Linköping Norrköping | Skövde                         |
| Kinnarps Arena     | Malmö Lund Kristianstad Göteborg Skövde Jönköping Linköping Norrköping | Malmö Lund Kristianstad Göteborg Skövde Jönköping Linköping Norrköping | Arena Skövde                   |
| Kapacitet: 7 000   | Malmö Lund Kristianstad Göteborg Skövde Jönköping Linköping Norrköping | Malmö Lund Kristianstad Göteborg Skövde Jönköping Linköping Norrköping | Kapacitet: 2 500               |
|                    | Malmö Lund Kristianstad Göteborg Skövde Jönköping Linköping Norrköping | Malmö Lund Kristianstad Göteborg Skövde Jönköping Linköping Norrköping |                                |
| Kristianstad       | Malmö Lund Kristianstad Göteborg Skövde Jönköping Linköping Norrköping | Malmö Lund Kristianstad Göteborg Skövde Jönköping Linköping Norrköping | Lund                           |
| Kristianstad Arena | Malmö Lund Kristianstad Göteborg Skövde Jönköping Linköping Norrköping | Malmö Lund Kristianstad Göteborg Skövde Jönköping Linköping Norrköping | Färs och Frosta Sparbank Arena |
| Kapacitet: 4 500   | Malmö Lund Kristianstad Göteborg Skövde Jönköping Linköping Norrköping | Malmö Lund Kristianstad Göteborg Skövde Jönköping Linköping Norrköping | Kapacitet: 3 000               |
|                    | Malmö Lund Kristianstad Göteborg Skövde Jönköping Linköping Norrköping | Malmö Lund Kristianstad Göteborg Skövde Jönköping Linköping Norrköping |                                |

## Kvalificerade länder
| Från Afrika (3 länder) - Algeriet - Egypten - Tunisien Från Asien (3 länder) - Bahrain - Japan - Sydkorea Från Amerika (3 länder) - Argentina - Brasilien - Chile Från Oceanien (1 land) - Australien | Från Europa (14 länder) - Danmark - Frankrike (regerande mästare) - Island - Kroatien - Norge - Polen - Rumänien - Serbien - Slovakien - Spanien - Sverige (värdland) - Tyskland - Ungern - Österrike |

## Gruppspelet
|  | Klara för mellanrundan                   |
|  | Laget kommer att spela placeringsmatcher |

### Grupp A
| Lag       | S | V | O | F | GM  | IM  | MS  | P |
| --------- | - | - | - | - | --- | --- | --- | - |
| Frankrike | 5 | 4 | 1 | 0 | 159 | 106 | +53 | 9 |
| Spanien   | 5 | 4 | 1 | 0 | 139 | 110 | +29 | 9 |
| Tyskland  | 5 | 3 | 0 | 2 | 151 | 125 | +26 | 6 |
| Egypten   | 5 | 1 | 0 | 4 | 115 | 139 | −24 | 2 |
| Tunisien  | 5 | 1 | 0 | 4 | 114 | 137 | −23 | 2 |
| Bahrain   | 5 | 1 | 0 | 4 | 105 | 166 | −61 | 2 |

| Fredag 14 januari 2011 18:00 | Frankrike | 32 – 19 (15–9) Matchrapport | Tunisien                                                                             | Kristianstad Arena, Kristianstad Publik: 2.500 |
| Fredag 14 januari 2011 18:00 | Karabatic 6, Abalo 5, Guigou 4, Accambray 3, Barachet 3, Fernandez 3, Bingo 2, Sorhaindo 2, Bosquet 1, Gille 1, Honrubia 1, Joli 1 |                             | Megannem 6, Ayed 3, Jallouz 2, Saied 2, Tej 2, Hedoui 1, Lagha 1, Mrabet 1, Touati 1 | Kristianstad Arena, Kristianstad Publik: 2.500 |

| Fredag 14 januari 2011 18:15 | Tyskland                                                                          | 30 – 25 (15–12) Matchrapport | Egypten | Färs och Frosta Sparbank Arena, Lund Publik: 1.410 |
| Fredag 14 januari 2011 18:15 | Gensheimer 9, Glandorf 5, Hens 5, Kraus 3, Sprenger 3, Pfahl 2, Preiss 2, Haass 1 |                              | El Ahmar 6, Abdelwares 5, Keshk 3, Razek 3, Haggag 2, El Kaioby 1, Hussein 1, Ibrahim 1, Mabrouk 1, Mamdouh 1, Ramadan 1 | Färs och Frosta Sparbank Arena, Lund Publik: 1.410 |

| Fredag 14 januari 2011 20:15 | Spanien | 33 – 22 (16–8) Matchrapport | Bahrain | Kristianstad Arena, Kristianstad Publik: |
| Fredag 14 januari 2011 20:15 | Garabaya 4, Garcia Lorenzana 4, Garcia Parrondo 4, Cañellas 3, A. Entrerrios 3, Rocas 3, Romero 3, Aguinagalde 2, Gurbindo 2, Morros 2, R. Entrerrios 1, Maqueda 1, Ugalde 1 |                             | M. Madan 5, Alfardan 3, Almaqabi 3, Abdulqader 2, Yahya 2, Yusuf 2, Ali 1, Alsayyad 1, H. Madan 1, A. Merza 1, M. Merza 1 | Kristianstad Arena, Kristianstad Publik: |

| Söndag 16 januari 2011 16:15 | Bahrain                                                                           | 18 – 38 (9–20) Matchrapport | Tyskland                                                                                              | Kristianstad Arena, Kristianstad Publik: |
| Söndag 16 januari 2011 16:15 | Alsayyad 4, M. Madan 4, Alwanna 3, Abdulqader 2, Jawher 2, M. Merza 2, A. Merza 1 |                             | Kaufmann 9, Sprenger 7, Klein 6, Glandorf 4, Heinl 3, Pfahl 3, Christophersen 2, Gensheimer 2, Hens 2 | Kristianstad Arena, Kristianstad Publik: |

| Söndag 16 januari 2011 17:30 | Tunisien                                                                               | 18 – 21 (7–9) Matchrapport | Spanien | Färs och Frosta Sparbank Arena, Lund Publik: 1.820 |
| Söndag 16 januari 2011 17:30 | Megannem 4, Tej 4, Hedoui 3, Jallouz 2, Gharbi 1, Lagha 1, Mrabet 1, Saied 1, Touati 1 |                            | A. Entrerrios Rodriguez 5, Rocas 4, Garcia Lorenzana 3, Aguinagalde 2, Morros 2, Romero 2, R. Entrerrios Rodriguez 1, Gurbindo 1, Rodriguez Vaquero 1 | Färs och Frosta Sparbank Arena, Lund Publik: 1.820 |

| Söndag 16 januari 2011 18:45 | Egypten                                                                                            | 19 – 28 (8–12) Matchrapport | Frankrike | Kristianstad Arena, Kristianstad Publik: |
| Söndag 16 januari 2011 18:45 | El Ahmar 4, Hussein 3, Mamdouh 3, Razek 3, Abdelwares 2, El Kaioby 1, Haggag 1, Keshk 1, Mabrouk 1 |                             | Guigou 5, Bosquet 3, Joli 3, Karabatic 3, Roine 3, Abalo 2, Fernandez 2, Gille 2, Sorhaindo 2, Barachet 1, Dinart 1, Honrubia 1 | Kristianstad Arena, Kristianstad Publik: |

| Måndag 17 januari 2011 18:30 | Spanien | 26 – 24 (13–13) Matchrapport | Tyskland                                                                                            | Kristianstad Arena, Kristianstad Publik: 3.247 |
| Måndag 17 januari 2011 18:30 | Aguinagalde 5, Garcia Lorenzana 5, Romero 5, Gurbindo 3, Rocas 3, A. Entrerrios Rodriguez 2, Cañellas 1, R. Entrerrios Rodriguez 1, Garcia Parrondo 1 |                              | Gensheimer 4, Glandorf 4, Sprenger 3, Haass 2, Heinl 2, Hens 2, Klein 2, Kraus 2, Pfahl 2, Preiss 1 | Kristianstad Arena, Kristianstad Publik: 3.247 |

| Måndag 17 januari 2011 20:30 | Frankrike | 41 – 17 (23–10) Matchrapport | Bahrain                                                                                                 | Färs och Frosta Sparbank Arena, Lund Publik: |
| Måndag 17 januari 2011 20:30 | Joli 11, Accambray 5, Bingo 5, Barachet 4, Honrubia 4, Fernandez 3, Karabatic 3, Bosquet 2, Dinart 1, Gille 1, Roine 1, Sorhaindo 1 |                              | Alsayyad 3, Abdulqader 2, Ali 2, Almaqabi 2, Alwanna 2, Madan 2, Alfardan 1, Jawher 1, Merza 1, Yusuf 1 | Färs och Frosta Sparbank Arena, Lund Publik: |

| Måndag 17 januari 2011 20:45 | Tunisien                                                                       | 23 – 27 (10–11) Matchrapport | Egypten | Kristianstad Arena, Kristianstad Publik: 3.247 |
| Måndag 17 januari 2011 20:45 | Ayed 7, Megannem 5, Hedoui 3, Saied 3, Alouini 2, Gharbi 1, Mrabet 1, Touati 1 |                              | El Ahmar 10, Hashem 4, Mamdouh 3, Razek 3, Mabrouk 2, Abdelwares 1, El Kaioby 1, Hussein 1, Ramadan 1, Yousef 1 | Kristianstad Arena, Kristianstad Publik: 3.247 |

| Onsdag 19 januari 2011 18:00 | Bahrain | 21 – 28 (12–15) Matchrapport | Tunisien                                                                           | Färs och Frosta Sparbank Arena, Lund Publik: 950 |
| Onsdag 19 januari 2011 18:00 | Alsayyad 6, Alfardan 3, Madan 2, Yusuf 2, Almaqabi 2, Abdulqader 2, Alwanna 1, M.Merza 1, A.Merza 1, Lagha 1 |                              | Tej 7, Sami 6, Gatfi 4, Ayed 4, Hedoui 3, Megannem 1, Alouini 1, Touati 1, Lagha 1 | Färs och Frosta Sparbank Arena, Lund Publik: 950 |

| Onsdag 19 januari 2011 18:15 | Tyskland                                                                           | 23 – 30 (10–13) Matchrapport | Frankrike | Kristianstad Arena, Kristianstad Publik: 4.148 |
| Onsdag 19 januari 2011 18:15 | Kraus 7, Kaufmann 5, Preiss 3, Glandorf 2, Hens 2, Pfahl 2, Sprenger 1, Groetzki 1 |                              | Accambray 5, Abalo 4, Karabatic 4, Gille 4, Fernandez 4, Barachet 3, Sorhaindo 2, Guigou 2, Honrubia 1, Joli 1 | Kristianstad Arena, Kristianstad Publik: 4.148 |

| Onsdag 19 januari 2011 20:30 | Spanien | 31 – 18 (14–9) Matchrapport | Egypten                                                                                     | Kristianstad Arena, Kristianstad Publik: 4.148 |
| Onsdag 19 januari 2011 20:30 | Rocas 7, Romero 5, Garcia 4, Maqueda 3, Gurbindo 3, R.Entrerrios 2, A.Entrerrios 1, Garbaya 1, Aguinagalde 1, Garcia 1, Ugalde 1, Rodriguez 1, Canellas 1 |                             | Mamdouh 5, El Ahmar 4, Razek 2, Hashem 2, Hassan 1, Keshk 1, Yousef 1, Hussein 1, Mabrouk 1 | Kristianstad Arena, Kristianstad Publik: 4.148 |

| Torsdag 20 januari 2011 18:00 | Egypten                                                                                         | 26 – 27 (16–15) Matchrapport | Bahrain                                                                           | Färs och Frosta Sparbank Arena, Lund Publik: 750 |
| Torsdag 20 januari 2011 18:00 | Mabrouk 7, El Ahmar 5, Razek 5, Keshk 3, Hussein 2, Abdelwares 1, Hassan 1, Hashem 1, Mamdouh 1 |                              | Alsayyad 9, M. Madan 5, Almaqabi 4, Jawher 4, Merza 2, Alfardan 1, Ali 1, Yahya 1 | Färs och Frosta Sparbank Arena, Lund Publik: 750 |

| Torsdag 20 januari 2011 18:30 | Tyskland | 36 – 26 (15–12) Matchrapport | Tunisien                                                                               | Kristianstad Arena, Kristianstad Publik: 3.885 |
| Torsdag 20 januari 2011 18:30 | Hens 6, Preiss 5, Klein 4, Kraus 4, Glandorf 3, Groetzki 3, Haass 3, Sprenger 3, Heinl 2, Pfahl 2, Gensheimer 1 |                              | Megannem 6, Hedoui 4, Mrabet 4, Alouini 3, Gatfi 3, Jallouz 3, Sami 1, Tej 1, Touati 1 | Kristianstad Arena, Kristianstad Publik: 3.885 |

| Torsdag 20 januari 2011 20:45 | Frankrike | 28 – 28 (18–13) Matchrapport | Spanien | Kristianstad Arena, Kristianstad Publik: 3.885 |
| Torsdag 20 januari 2011 20:45 | Guigou 6, Barachet 5, Karabatic 5, Abalo 3, Fernandez 3, Gille 2, Accambray 1, Honrubia 1, Joli 1, Sorhaindo 1 |                              | A. Entrerrios Rodriguez 7, Rocas 4, Romero 4, Aguinagalde 3, R. Entrerrios Rodriguez 2, Cañellas 2, Garabaya 2, Rodriguez 2, Garcia Lorenzana 1, Gurbindo 1 | Kristianstad Arena, Kristianstad Publik: 3.885 |

### Grupp B
| Lag       | S | V | O | F | GM  | IM  | MS  | P  |
| --------- | - | - | - | - | --- | --- | --- | -- |
| Island    | 5 | 5 | 0 | 0 | 157 | 119 | +38 | 10 |
| Ungern    | 5 | 4 | 0 | 1 | 148 | 133 | +15 | 8  |
| Norge     | 5 | 3 | 0 | 2 | 139 | 136 | +3  | 6  |
| Japan     | 5 | 2 | 0 | 3 | 141 | 161 | −20 | 4  |
| Österrike | 5 | 1 | 0 | 4 | 144 | 148 | −4  | 2  |
| Brasilien | 5 | 0 | 0 | 5 | 131 | 163 | −32 | 0  |

| Fredag 14 januari 2011 17:00 | Island | 32 – 26 (14–11) Matchrapport | Ungern                                                                                       | Himmelstalundshallen, Norrköping Publik: |
| Fredag 14 januari 2011 17:00 | Pálmarsson 8, Petersson 5, Atlason 4, Sigurðsson 4, Stefánsson 4, Gunnarsson 3, Ingimundarson 2, S. Guðjónsson 1, Ólafsson 1 |                              | Mocsai 5, Gulyás 4, Lékai 4, Gál 2, Harsányi 2, Ilyés 2, Nagy 2, Törö 2, Zubai 2, Iváncsik 1 | Himmelstalundshallen, Norrköping Publik: |

| Fredag 14 januari 2011 19:10 | Norge                                                                                   | 35 – 29 (18–13) Matchrapport | Japan | Himmelstalundshallen, Norrköping Publik: 2.753 |
| Fredag 14 januari 2011 19:10 | Myrhol 9, Koren 6, Mamelund 6, Tvedten 6, Bjørnsen 4, Kjelling 2, Samdahl 1, Skoglund 1 |                              | Kadoyama 7, Toyoda 6, Tomita 4, Miyazaki 3, H. Higashinagahama 2, S. Higashinagahama 2, Nomura 2, Kishigawa 1, Mori 1, Takeda 1 | Himmelstalundshallen, Norrköping Publik: 2.753 |

| Fredag 14 januari 2011 21:30 | Österrike                                                                                            | 34 – 24 (17–13) Matchrapport | Brasilien | Himmelstalundshallen, Norrköping Publik: 2.753 |
| Fredag 14 januari 2011 21:30 | Wilczynski 9, Weber 6, Szilagyi 5, Bozovic 4, Fölser 3, Schlinger 3, Posch 2, Friede 1, Kainmüller 1 |                              | Bortolini 4, Santos 4, Chiuffa 3, Pacheco 3, Tupan 3, Pires 2, Cardoso 1, Kojoroski 1, Pozzer 1, Ribeiro 1, Teixeira 1 | Himmelstalundshallen, Norrköping Publik: 2.753 |

| Lördag 15 januari 2011 16:30 | Ungern                                                                                          | 26 – 23 (14–16) Matchrapport | Norge                                                           | Himmelstalundshallen, Norrköping Publik: |
| Lördag 15 januari 2011 16:30 | Ilyés 5, G. Iváncsik 5, T. Iváncsik 5, Császár 4, Zubai 3, Katzirz 1, Lékai 1, Mocsai 1, Nagy 1 |                              | Kjelling 7, Myrhol 6, Tvedten 6, Mamelund 2, Bjørnsen 1, Lund 1 | Himmelstalundshallen, Norrköping Publik: |

| Lördag 15 januari 2011 18:45 | Japan | 33 – 30 (18–11) Matchrapport | Österrike                                                                              | Himmelstalundshallen, Norrköping Publik: |
| Lördag 15 januari 2011 18:45 | Miyazaki 8, Kadoyama 5, Suematsu 5, Tomita 4, Toyoda 4, Murakami 2, Takeda 2, H. Higashinagahama 1, S. Higashinagahama 1, Kishigawa 1 |                              | Szilagyi 8, Wilczynski 5, Fölser 4, Friede 3, Weber 3, Wöss 3, Bozovic 2, Kainmüller 2 | Himmelstalundshallen, Norrköping Publik: |

| Lördag 15 januari 2011 21:00 | Brasilien                                                                                         | 26 – 34 (12–19) Matchrapport | Island | Himmelstalundshallen, Norrköping Publik: |
| Lördag 15 januari 2011 21:00 | Ribeiro 7, Pacheco 5, Oliveira 4, Pozzer 3, Bortolini 2, Cardoso 2, Pires 1, Santos 1, Teixeira 1 |                              | Sigurðsson 11, Petersson 7, Ólafsson 5, Hallgrímsson 3, Atlason 2, Guðjónsson 2, Gunnarsson 1, Ingimundarson 1, Pálmarsson 1, Svavarsson 1 | Himmelstalundshallen, Norrköping Publik: |

| Måndag 17 januari 2011 17:00 | Ungern                                                                                          | 36 – 24 (18–11) Matchrapport | Brasilien                                                                             | Cloetta Center, Linköping Publik: |
| Måndag 17 januari 2011 17:00 | Harsányi 10 , Mocsai 6, Császár 4, Gál 3, Ilyés 3, Törö 3, Zubai 3, Nagy 2, Katzirz 1, Schuch 1 |                              | Bortolini 8, Cardoso 4, Teixeira 4, Pires 2, Ribeiro 2, Tupan 2, Oliveira 1, Santos 1 | Cloetta Center, Linköping Publik: |

| Måndag 17 januari 2011 19:10 | Norge                                                                  | 33 – 27 (16–11) Matchrapport | Österrike                                                                         | Cloetta Center, Linköping Publik: 2.700 |
| Måndag 17 januari 2011 19:10 | Tvedten 10, Mamelund 5, Løke 4, Myrhol 4, Strand 4, Bjørnsen 3, Lund 3 |                              | Bozovic 6, Szilagyi 5, Schlinger 4, Weber 4, Fölser 3, Wilczynski 3, Kainmüller 2 | Cloetta Center, Linköping Publik: 2.700 |

| Måndag 17 januari 2011 21:30 | Island | 36 – 22 (22–8) Matchrapport | Japan | Cloetta Center, Linköping Publik: |
| Måndag 17 januari 2011 21:30 | Sigurðsson 9, Ólafsson 7, Petersson 5, Guðjónsson 4, Svavarsson 3, Atlason 1, Gunnarsson 1, Hallgrímsson 1, Ingimundarson 1, Jakobsson 1, Kristjánsson 1, Pálmarsson 1, Sveinsson 1 |                             | Kadoyama 5, Nomura 4, S. Higashinagahama 3, Tomita 3, H. Higashinagahama 2, Miyazaki 2, Murakami 1, Suematsu 1, Toyoda 1 | Cloetta Center, Linköping Publik: |

| Tisdag 18 januari 2011 17:00 | Japan | 24 – 28 (8–13) Matchrapport | Ungern                                                                        | Cloetta Center, Linköping Publik: 1.800 |
| Tisdag 18 januari 2011 17:00 | Miyazaki 5, Suematsu 4, Nomura 3, S. Higashinagahama 3, H. Higashinagahama 2, Murakami 2, Toyoda 2, Kadoyama 1, Kishigawa 1, Tomita 1 |                             | G. Iváncsik 9, Lékai 6, Császár 5, Ilyés 3, T. Iváncsik 2, Mocsai 2, Gulyás 1 | Cloetta Center, Linköping Publik: 1.800 |

| Tisdag 18 januari 2011 19:10 | Norge                                                                                     | 26 – 25 (13–12) Matchrapport | Brasilien                                                           | Cloetta Center, Linköping Publik: 2.717 |
| Tisdag 18 januari 2011 19:10 | Myrhol 7, Mamelund 5, Tvedten 4, Løke 2, Strand 2, Bjørnsen 2, Lund 2, Samdahl 1, Koren 1 |                              | Pacheco 6, Bortolini 5, Ribeiro 5, Cardoso 4, Teixeira 3, Chiuffa 2 | Cloetta Center, Linköping Publik: 2.717 |

| Tisdag 18 januari 2011 21:30 | Österrike                                                                     | 23 – 26 (16–11) Matchrapport | Island                                                                                                   | Cloetta Center, Linköping Publik: 2.612 |
| Tisdag 18 januari 2011 21:30 | Weber 8, Bozovic 3, Szilagyi 3, Wilczynski 3, Fölser 2, Friede 2, Schlinger 2 |                              | Petersson 7, Ólafsson 5, Atlason 3, Guðjónsson 3, Stefánsson 3, Pálmarsson 2, Sigurðsson 2, Gunnarsson 1 | Cloetta Center, Linköping Publik: 2.612 |

| Torsdag 20 januari 2011 17:00 | Brasilien                                                                              | 32 – 33 (12–13) Matchrapport | Japan | Cloetta Center, Linköping Publik: 4.252 |
| Torsdag 20 januari 2011 17:00 | Teixeira 8, Bortolini 7, Cardoso 5, Ribeiro 4, Silva 3, Pacheco 2, Tupan 2, Oliveira 1 |                              | Suematsu 12, Tomita 6, Miyazaki 3, Toyoda 3, H. Higashinagahama 2, S. Higashinagahama 2, Kishigawa 2, Nomura 2, Kadoyama 1 | Cloetta Center, Linköping Publik: 4.252 |

| Torsdag 20 januari 2011 19:10 | Island | 29 – 22 (12–12) Matchrapport | Norge                                                                 | Cloetta Center, Linköping Publik: 5.817 |
| Torsdag 20 januari 2011 19:10 | Guðjónsson 7, Petersson 5, Pálmarsson 4, Ólafsson 3, Sigurðsson 3, Stefánsson 3, Gunnarsson 2, Atlason 1, Ingimundarson 1 |                              | Tvedten 7, Lund 6, Myrhol 4, Mamelund 2, Kjelling 1, Løke 1, Strand 1 | Cloetta Center, Linköping Publik: 5.817 |

| Torsdag 20 januari 2011 21:30 | Österrike                                                                                             | 30 – 32 (16–13) Matchrapport | Ungern | Cloetta Center, Linköping Publik: 2.340 |
| Torsdag 20 januari 2011 21:30 | Szilagyi 7, Bozovic 5, Posch 4, Wilczynski 4, Friede 3, Jochum 2, Weber 2, Abadir 1, Fölser 1, Wöss 1 |                              | Császár 5, Törö 5, Mocsai 4, Ilyés 3, T. Iváncsik 3, Katzirz 3, Lékai 3, Zubai 2, Gál 1, Gulyás 1, Nagy 1, Schuch 1 | Cloetta Center, Linköping Publik: 2.340 |

### Grupp C
| Lag        | S | V | O | F | GM  | IM  | MS   | P  |
| ---------- | - | - | - | - | --- | --- | ---- | -- |
| Danmark    | 5 | 5 | 0 | 0 | 181 | 117 | +64  | 10 |
| Kroatien   | 5 | 3 | 1 | 1 | 148 | 109 | +39  | 7  |
| Serbien    | 5 | 2 | 1 | 2 | 139 | 139 | 0    | 5  |
| Algeriet   | 5 | 2 | 0 | 3 | 100 | 109 | −9   | 4  |
| Rumänien   | 5 | 2 | 0 | 3 | 132 | 123 | +9   | 4  |
| Australien | 5 | 0 | 0 | 5 | 77  | 180 | −103 | 0  |

| Fredag 14 januari 2011 18:00 | Kroatien                                                                      | 27 – 21 (11–13) Matchrapport | Rumänien                                                                                     | Malmö Arena, Malmö Publik: |
| Fredag 14 januari 2011 18:00 | Strlek 8, Balič 4, Zrnič 4, Vukovič 3, Buntič 2, Lackovič 2, Valčič 2, Vori 2 |                              | Stamate 7, Florea 5, Fenici 2, Jurca 2, Ghionea 1, Muresan 1, Novanc 1, Sadoveac 1, Simicu 1 | Malmö Arena, Malmö Publik: |

| Fredag 14 januari 2011 20:15 | Danmark | 47 – 12 (21–8) Matchrapport | Australien                                                     | Malmö Arena, Malmö Publik: |
| Fredag 14 januari 2011 20:15 | L. Christiansen 8, Lindberg 7, Mogensen 6, Svan Hansen 5, M. Christiansen 4, Hansen 4, Nøddesbo 4, Søndergaard Sarup 4, Toft Hansen 3, Boesen 1, Eggert Jensen 1 |                             | Calvert 4, Fletcher 2, Kelly 2, Parmenter 2, Hedges 1, Matic 1 | Malmö Arena, Malmö Publik: |

| Fredag 14 januari 2011 20:45 | Serbien                                                                                 | 25 – 24 (13–9) Matchrapport | Algeriet | Färs och Frosta Sparbank Arena, Lund Publik: 1.275 |
| Fredag 14 januari 2011 20:45 | Vujin 6, Prodanovič 4, Stojkovič 4, Nikčevič 3, Ilič 2, Markovič 2, Sesum 2, Vučkovič 2 |                             | Berkous 7, Berriah 3, Boultif 3, Daoud 3, Hamad 2, Boudrali 1, Cheikh 1, Labane 1, Layadi 1, Mokrani 1, Zouaoui 1 | Färs och Frosta Sparbank Arena, Lund Publik: 1.275 |

| Söndag 16 januari 2011 18:00 | Australien                                                                    | 18 – 35 (8–16) Matchrapport | Serbien | Malmö Arena, Malmö Publik: |
| Söndag 16 januari 2011 18:00 | Fletcher 5, Stojanovic 4, Calvert 3, Matic 2, Parmenter 2, Kelly 1, Subotic 1 |                             | Vujin 7, Rnič 5, Stankovič 5, Ilič 4, Markovič 3, Nikčevič 3, Sesum 2, Stojkovič 2, Prodanovič 1, Toskič 1, Vilovski 1, Vuckovič 1 | Malmö Arena, Malmö Publik: |

| Söndag 16 januari 2011 20:00 | Algeriet                                                      | 15 – 26 (11–11) Matchrapport | Kroatien                                                                                   | Färs och Frosta Sparbank Arena, Lund Publik: 1.943 |
| Söndag 16 januari 2011 20:00 | Berkous 4, Boultif 4, Zouaoui 3, Labane 2, Hamad 1, Mokrani 1 |                              | Balič 6, Vukovič 5, Lackovič 4, Vori 4, Ninčevič 2, Zrnič 2, Buntič 1, Matulič 1, Valčič 1 | Färs och Frosta Sparbank Arena, Lund Publik: 1.943 |

| Söndag 16 januari 2011 20:15 | Rumänien                                                                                                  | 30 – 39 (16–17) Matchrapport | Danmark | Malmö Arena, Malmö Publik: |
| Söndag 16 januari 2011 20:15 | Florea 7, Muresan 5, Ghionea 4, Jurca 3, Simicu 3, Novanc 2, A. Stamate 2, E. Stamate 2, Fenici 1, Toma 1 |                              | L. Christiansen 6, Lindberg 5, Søndergaard 5, Eggert Jensen 4, Hansen 3, Mogensen 3, Svan Hansen 3, Boesen 2, M. Christiansen 2, Nøddesbo 2, Spellerberg 2, Toft Hansen 2 | Malmö Arena, Malmö Publik: |

| Måndag 17 januari 2011 18:00 | Kroatien | 42 – 15 (19–9) Matchrapport | Australien                                                                                  | Malmö Arena, Malmö Publik: |
| Måndag 17 januari 2011 18:00 | Musa 8, Buntič 7, Matulič 7, Vukovič 4, Zrnič 4, Ninčevič 3, Strlek 3, Lackovič 2, Balič 1, Duvnjak 1, Gojun 1, Vori 1 |                             | Calvert 3, Fletcher 3, Subotic 3, Matic 2, Blondell 1, Hoppner 1, Parmenter 1, Stojanovic 1 | Malmö Arena, Malmö Publik: |

| Måndag 17 januari 2011 18:00 | Rumänien                                                      | 14 – 15 (10–8) Matchrapport | Algeriet                                                              | Färs och Frosta Sparbank Arena, Lund Publik: 920 |
| Måndag 17 januari 2011 18:00 | Ghionea 7, Florea 2, Novanc 2, Fenici 1, Savenco 1, Stamate 1 |                             | Berkous 4, Boultif 4, Labane 2, Rahim 2, Hamad 1, Layadi 1, Mokrani 1 | Färs och Frosta Sparbank Arena, Lund Publik: 920 |

| Måndag 17 januari 2011 20:15 | Danmark | 35 – 27 (16–14) Matchrapport | Serbien | Malmö Arena, Malmö Publik: 8.164 |
| Måndag 17 januari 2011 20:15 | Hansen 11, Lindberg 7, Søndergaard 4, L. Christiansen 3, Eggert Jensen 3, Boesen 2, Toft Hansen 2, Lauge 1, Nielsen 1, Nøddesbo 1 |                              | Vujin 7, Ilič 4, Rnič 4, Markovič 2, Prodanovič 2, Toskič 2, Vuckovič 2, Bojinovič 1, Nikčevič 1, Sesum 1, Stojkovič 1 | Malmö Arena, Malmö Publik: 8.164 |

| Onsdag 19 januari 2011 18:00 | Serbien                                                                 | 24 – 24 (13–12) Matchrapport | Kroatien                                                  | Malmö Arena, Malmö Publik: 7.269 |
| Onsdag 19 januari 2011 18:00 | Nikcevic 7, Vujin 5, Ilic 4, Rnic 3, Prodanovic 2, Bojinovic 2, Sesum 1 |                              | Vori 8, Zrnic 7, Balic 4, Lackovic 2, Kopljar 2, Strlek 1 | Malmö Arena, Malmö Publik: 7.269 |

| Onsdag 19 januari 2011 20:15 | Danmark | 26 – 19 (16–9) Matchrapport | Algeriet                                                                     | Malmö Arena, Malmö Publik: 8.830 |
| Onsdag 19 januari 2011 20:15 | Hansen 5, Svan Hansen 5, Nøddesbo 4, M. Christiansen 3, Boesen 2, L. Christiansen 2, Eggert Jensen 2, Lauge Schmidt 2, Bagersted 1 |                             | Boultif 5, Berkous 3, Mokrani 3, Rahim 3, Hamoud Ayat 2, Labane 2, Zouaoui 1 | Malmö Arena, Malmö Publik: 8.830 |

| Onsdag 19 januari 2011 20:30 | Australien                                              | 14 – 29 (6–14) Matchrapport | Rumänien | Färs och Frosta Sparbank Arena, Lund Publik: 800 |
| Onsdag 19 januari 2011 20:30 | Calvert 7, Blondell 2, Fletcher 2, Matic 2, Parmenter 1 |                             | Florea 5, Simicu 4, Ghionea 3, Sabou 3, Savenco 3, I.Stamate 2, Toma 2, Georgescu 2, A.Stamate 2, Csepreghi 1, Jurca 1, Fenici 1 | Färs och Frosta Sparbank Arena, Lund Publik: 800 |

| Torsdag 20 januari 2011 18:00 | Algeriet                                                                         | 27 – 18 (12–11) Matchrapport | Australien                                                                                 | Malmö Arena, Malmö Publik: 4.960 |
| Torsdag 20 januari 2011 18:00 | Berkous 5, Hamad 5, Hamoud 5, Zouaoui 4, Boudrali 3, Daoud 2, Rahim 2, Boultif 1 |                              | Fletcher 6, Calvert 3, Parmenter 3, Kelly 2, Groenintwoud 1, Hedges 1, Subotic 1, Thomas 1 | Malmö Arena, Malmö Publik: 4.960 |

| Torsdag 20 januari 2011 20:15 | Kroatien                                                            | 29 – 34 (16–15) Matchrapport | Danmark | Malmö Arena, Malmö Publik: 11.307 |
| Torsdag 20 januari 2011 20:15 | Zrnič 8, Buntič 7, Lackovič 5, Strlek 3, Vori 3, Duvnjak 2, Balič 1 |                              | Søndergaard 10, Hansen 9, Svan Hansen 4, Boesen 3, Lindberg 2, Nøddesbo 2, Toft Hansen 2, L. Christiansen 1, Eggert Jensen 1 | Malmö Arena, Malmö Publik: 11.307 |

| Torsdag 20 januari 2011 20:30 | Serbien | 28 – 38 (17–20) Matchrapport | Rumänien                                                                                  | Färs och Frosta Sparbank Arena, Lund Publik: 860 |
| Torsdag 20 januari 2011 20:30 | Ilič 6, Vujin 4, Sesum 3, Stankovič 3, Vuckovič 3, Bojinovič 2, Markovič 2, Nikčevič 2, Stojkovič 2, Toskič 1 |                              | Stamate 9, Ghionea 6, Muresan 6, Novanc 5, Florea 4, Fenici 3, Jurca 2, Savenco 2, Toma 1 | Färs och Frosta Sparbank Arena, Lund Publik: 860 |

### Grupp D
| Lag       | S | V | O | F | GM  | IM  | MS  | P |
| --------- | - | - | - | - | --- | --- | --- | - |
| Sverige   | 5 | 4 | 0 | 1 | 142 | 112 | +30 | 8 |
| Polen     | 5 | 4 | 0 | 1 | 143 | 123 | +20 | 8 |
| Argentina | 5 | 3 | 1 | 1 | 133 | 114 | +19 | 7 |
| Sydkorea  | 5 | 2 | 1 | 2 | 137 | 128 | +9  | 5 |
| Slovakien | 5 | 0 | 1 | 4 | 128 | 156 | −28 | 1 |
| Chile     | 5 | 0 | 1 | 4 | 117 | 167 | −50 | 1 |

| Torsdag 13 januari 2011 20:15 | Sverige | 28 – 18 (15–8) Matchrapport | Chile                                                                                               | Scandinavium, Göteborg Publik: 10 368 |
| Torsdag 13 januari 2011 20:15 | Ekdahl 6, Carlén 5, Petersen 5, Källman 4, Ekberg 3, K. Andersson 1, Arrhenius 1, Doder 1, Gustafsson 1, Lennartsson 1 |                             | Em. Feuchtmann 4, Er. Feuchtmann 3, Salinas 3, Martinez 2, Alvarado 1, Andalaft 1, Araya 1, Oneto 1 | Scandinavium, Göteborg Publik: 10 368 |

| Fredag 14 januari 2011 18:15 | Sydkorea                                                                    | 25 – 25 (14–11) Matchrapport | Argentina | Scandinavium, Göteborg Publik: 1.733 |
| Fredag 14 januari 2011 18:15 | J.W. Lee 9, J.G. Park 6, Jeong 3, Jung 2, Eom 1, Lim 1, Oh 1, Sim 1, Yoon 1 |                              | F. Fernandez 5, Carou 4, S. Simonet 4, Kogovsek 3, Migueles 3, J.P. Fernandez 2, Ferro 1, D. Simonet 1, Vidal 1, Vieyra 1 | Scandinavium, Göteborg Publik: 1.733 |

| Fredag 14 januari 2011 20:15 | Polen | 35 – 33 (15–17) Matchrapport | Slovakien                                                                               | Scandinavium, Göteborg Publik: 2.486 |
| Fredag 14 januari 2011 20:15 | Ttuczynski 7, Bielecki 6, Lijewski 6, Jaszka 5, B. Jurecki 3, M. Jurecki 3, Kuchczynski 2, Jurasik 1, Jurkiewicz 1, Tomczak 1 |                              | M. Stranovský 9, Valo 6, Kukucka 5, Petro 5, Šulc 3, Tarhai 3, Kopco 1, T. Stranovský 1 | Scandinavium, Göteborg Publik: 2.486 |

| Lördag 15 januari 2011 16:15 | Chile                                                                                   | 22 – 37 (12–15) Matchrapport | Sydkorea                                                                                | Scandinavium, Göteborg Publik: 7.727 |
| Lördag 15 januari 2011 16:15 | Em. Feuchtmann 8, Salinas 6, Chacana 2, Er. Feuchtmann 2, Martinez 2, Maurin 1, Oneto 1 |                              | Yu 9, J.W. Lee 6, Jeong 5, Eom 3, C.Y. Park 3, Yoon 3, Jung 2, Kim 2, Na 2, Lim 1, Oh 1 | Scandinavium, Göteborg Publik: 7.727 |

| Lördag 15 januari 2011 18:15 | Slovakien | 22 – 38 (14–15) Matchrapport | Sverige                                                                                              | Scandinavium, Göteborg Publik: 11.491 |
| Lördag 15 januari 2011 18:15 | Kukucka 4, Petro 3, Tarhai 3, Antl 2, Kopco 2, T. Stranovský 2, Valo 2, Nižnan 1, M. Stranovský 1, Tumidalský 1, Urban 1 |                              | Ekberg 8, Källman 6, Carlén 5, Doder 5, Gustafsson 5, Larholm 4, Ekdahl 2, T. Karlsson 2, Petersen 1 | Scandinavium, Göteborg Publik: 11.491 |

| Lördag 15 januari 2011 20:15 | Argentina                                                                                | 23 – 24 (6–11) Matchrapport | Polen | Scandinavium, Göteborg Publik: 7.996 |
| Lördag 15 januari 2011 20:15 | D. Simonet 6, Vieyra 6, F. Fernandez 5, Kogovsek 3, Carou 1, J.P. Fernandez 1, Portela 1 |                             | Tluczynski 5, Kuchczynski 4, M. Jurecki 3, Zaremba 3, B. Jurecki 2, Tkaczyk 2, Bielecki 1, Jaszka 1, Jurkiewicz 1, Rosinski 1, Siódmiak 1 | Scandinavium, Göteborg Publik: 7.996 |

| Måndag 17 januari 2011 16:15 | Slovakien                                                                      | 18 – 23 (9–7) Matchrapport | Argentina                                                                                                 | Scandinavium, Göteborg Publik: 3.057 |
| Måndag 17 januari 2011 16:15 | M. Stranovský 4, T. Stranovský 4, Valo 4, Kukucka 3, Kopco 1, Petro 1, Urban 1 |                            | F. Fernandez 9, D. Simonet 5, Vieyra 3, S. Simonet 2, J.P. Fernandez 1, Kogovsek 1, Migueles 1, Pizarro 1 | Scandinavium, Göteborg Publik: 3.057 |

| Måndag 17 januari 2011 18:15 | Polen | 38 – 23 (15–13) Matchrapport | Chile                                                                                        | Scandinavium, Göteborg Publik: 5.535 |
| Måndag 17 januari 2011 18:15 | Jurasik 6, Tluczynskki 6, B. Jurecki 5, Tkaczyk 5, Tomczak 4, Kuchczynski 3, Rosinski 3, Jaszka 2, Bielecki 1, Jurkiewicz 1, Lijewski 1, Zaremba 1 |                              | Er. Feuchtmann 6, Salinas 6, Martinez 4, Oneto 3, Araya 1, Chacana 1, Maurin 1, Valenzuela 1 | Scandinavium, Göteborg Publik: 5.535 |

| Måndag 17 januari 2011 20:15 | Sverige                                                                        | 30 – 24 (14–12) Matchrapport | Sydkorea                                               | Scandinavium, Göteborg Publik: 8.109 |
| Måndag 17 januari 2011 20:15 | Källman 8, Ekberg 7, Doder 6, Carlén 4, K. Andersson 2, Larholm 2, T. Karlsson |                              | Yu 7, Eom 6, J.G. Park 6, Yoon 2, Oh 1, Jeong 1, Kim 1 | Scandinavium, Göteborg Publik: 8.109 |

| Tisdag 18 januari 2011 16:15 | Chile                                                                         | 29 – 29 (15–12) Matchrapport | Slovakien                                                                                            | Scandinavium, Göteborg Publik: 3.112 |
| Tisdag 18 januari 2011 16:15 | Em. Feuchtmann 11, Oneto 5, Martinez 4, Salinas 4, Er. Feuchtmann 3, Maurin 2 |                              | Šulc 7, Antl 4, Nižnan 4, T. Stranovský 4, Kopco 3, M. Stranovský 3, Kukucka 2, Tumidalský 1, Valo 1 | Scandinavium, Göteborg Publik: 3.112 |

| Tisdag 18 januari 2011 18:15 | Sydkorea                                                                | 20 – 25 (11–10) Matchrapport | Polen                                                                               | Scandinavium, Göteborg Publik: 6.001 |
| Tisdag 18 januari 2011 18:15 | Yu 5, Jeong 4, J.G Park 3, Yoon 2, Sim 2, Na 1, Jung 1, Lim 1 J.W Lee 1 |                              | Jurecki 5, Tkaczyk 5, Jaszka 4, Bielecki 4, Tluczynski 3, Kuchczynski 3, Linewski 1 | Scandinavium, Göteborg Publik: 6.001 |

| Tisdag 18 januari 2011 20:15 | Sverige                                                                               | 22 – 27 (10–12) Matchrapport | Argentina | Scandinavium, Göteborg Publik: 9.044 |
| Tisdag 18 januari 2011 20:15 | Larholm 5, Carlén 4 Ekdahl 3, Ekberg 3, Källman 3, Doder 2, Petersen 1, Lennartsson 1 |                              | Pizarro 6, Vidal 4 Migueles 4, J.P. Fernandez 3, D. Simonet 3, S.Simonet 2, Ferro 2, Carou 1, F. Fernandez 1, Querin 1 | Scandinavium, Göteborg Publik: 9.044 |

| Torsdag 20 januari 2011 16:15 | Sydkorea                                                            | 31 – 26 (14–10) Matchrapport | Slovakien                                                                             | Scandinavium, Göteborg Publik: 2.922 |
| Torsdag 20 januari 2011 16:15 | Jeong 8 , J.W. Lee 8, Yu 7, J.G. Park 4, Yoon 2, Lim 1, C.Y. Park 1 |                              | Antl 9 , M. Stranovský 6, Mazák 4, Kukucka 2, Nižnan 2, Šulc 1, Tumidalský 1, Urban 1 | Scandinavium, Göteborg Publik: 2.922 |

| Torsdag 20 januari 2011 18:15 | Argentina | 35 – 25 (15–13) Matchrapport | Chile                                                                                           | Scandinavium, Göteborg Publik: 7.760 |
| Torsdag 20 januari 2011 18:15 | Pizarro 9, F. Fernandez 6, Vieyra 6, J.P. Fernandez 5, D. Simonet 3, Canepa 2, Kogovske 2, Migueles 1, Vidal 1 |                              | Em. Feuchtmann 7, Er. Feuchtmann 5, Oneto 4, Martinez 3, Maurin 2, Salinas 2, Araya 1, Maltez 1 | Scandinavium, Göteborg Publik: 7.760 |

| Torsdag 20 januari 2011 20:15 | Polen                                                                                             | 21 – 24 (12–14) Matchrapport | Sverige                                                                                  | Scandinavium, Göteborg Publik: 11.606 |
| Torsdag 20 januari 2011 20:15 | Lijewski 6, Jurkiewicz 4, B. Jurecki 3, Bielecki 2, Jaszka 2, Kuchczynski 2, Tkaczyk 1, Tomczak 1 |                              | Larholm 5, K. Andersson 4, Arrhenius 3, Carlén 3, Doder 3, Källman 3, Ekberg 2, Ekdahl 1 | Scandinavium, Göteborg Publik: 11.606 |

## Mellanrundan
|  | Klara för semifinal                      |
|  | Laget kommer att spela placeringsmatcher |

### Grupp 1
| Lag       | S | V | O | F | GM  | IM  | MS  | P |
| --------- | - | - | - | - | --- | --- | --- | - |
| Frankrike | 5 | 4 | 1 | 0 | 160 | 129 | +31 | 9 |
| Spanien   | 5 | 4 | 1 | 0 | 148 | 127 | +21 | 9 |
| Island    | 5 | 2 | 0 | 3 | 137 | 141 | −4  | 4 |
| Ungern    | 5 | 2 | 0 | 3 | 127 | 147 | −20 | 4 |
| Norge     | 5 | 1 | 0 | 4 | 133 | 143 | −10 | 2 |
| Tyskland  | 5 | 1 | 0 | 4 | 124 | 142 | −18 | 2 |

| Lördag 22 januari 2011 16:15 | Spanien | 32 – 27 (15–12) Matchrapport | Norge                                                      | Kinnarps Arena, Jönköping Publik: 5.451 |
| Lördag 22 januari 2011 16:15 | Romero 7, Aguinagalde 4, Cañellas 3, R. Entrerrios 3, Gurbindo 3, Ugalde 3, Garcia Parrondo 2, Rocas 2, A. Entrerrios 1, Garabaya 1, Garcia Lorenzana 1, Morros 1, Rodriguez 1 |                              | Myrhol 8, Hansen 6, Tvedten 5, Rambo 4, Lund 2, Mamelund 2 | Kinnarps Arena, Jönköping Publik: 5.451 |

| Lördag 22 januari 2011 18:30 | Tyskland                                                                     | 27 – 24 (15–13) Matchrapport | Island                                                                         | Kinnarps Arena, Jönköping Publik: 5.670 |
| Lördag 22 januari 2011 18:30 | Preiss 5, Sprenger 5, Glandorf 4, Kraus 4, Klein 3, Pfahl 3, Hens 2, Haass 1 |                              | Petersson 7, Gunnarsson 5, Atlason 4, Stefánsson 4, Pálmarsson 2, Sigurðsson 2 | Kinnarps Arena, Jönköping Publik: 5.670 |

| Lördag 22 januari 2011 20:45 | Frankrike | 37 – 24 (18–13) Matchrapport | Ungern                                                                                          | Kinnarps Arena, Jönköping Publik: 2.393 |
| Lördag 22 januari 2011 20:45 | Karabatic 7, Accambray 6, Fernandez 5, Abalo 4, Gille 4, Roine 4, Honrubia 2, Bingo 1, Guigou 1, Joli 1, Junillon 1, Sorhaindo 1 |                              | Mocsai 7, Ilyés 4, Császár 3, Harsányi 2, Katzirz 2, Nagy 2, Gál 1, Iváncsik 1, Lékai 1, Törö 1 | Kinnarps Arena, Jönköping Publik: 2.393 |

| Måndag 24 januari 2011 16:00 | Island | 24 – 32 (10–20) Matchrapport | Spanien | Kinnarps Arena, Jönköping Publik: 3.922 |
| Måndag 24 januari 2011 16:00 | Petersson 5, Pálmarsson 4, Guðjónsson 3, Sigurðsson 3, Stefánsson 3, Ingimundarson 2, Atlason 1, Gunnarsson 1, Jakobsson 1, Svavarsson 1 |                              | R. Entrerrios Rodriguez 6, Gurbindo 6, A. Entrerrios Rodriguez 5, Aguinagalde 4, Garcia Lorenzana 4, Rocas 2, Cañellas 1, Garcia Parrondo 1, Morros 1, Rodriguez 1, Ugalde 1 | Kinnarps Arena, Jönköping Publik: 3.922 |

| Måndag 24 januari 2011 18:15 | Ungern                                                                                   | 27 – 25 (10–12) Matchrapport | Tyskland                                                                                                   | Kinnarps Arena, Jönköping Publik: 3.963 |
| Måndag 24 januari 2011 18:15 | G. Iváncsik 5, T. Iváncsik 5, Perez 5, Mocsai 4, Harsányi 3, Császár 2, Ilyés 2, Zubai 1 |                              | Glandorf 5, Kaufmann 4, Kraus 4, Gensheimer 3, Pfahl 2, Preiss 2, Sprenger 2, Groetzki 1, Haass 1, Heinl 1 | Kinnarps Arena, Jönköping Publik: 3.963 |

| Måndag 24 januari 2011 20:30 | Norge                                                                                              | 26 – 31 (14–17) Matchrapport | Frankrike                                                                                            | Kinnarps Arena, Jönköping Publik: 3.847 |
| Måndag 24 januari 2011 20:30 | Hansen 8, Myrhol 3, Koren 3, Samdahl 3, Bjørnsen 2, Kjelling 2, Rambo 2, Lund 1, Løke 1, Tvedten 1 |                              | Abalo 5, Accambray 5, Gille 5, Honrubia 4, Fernandez 3, Karabatic 3, Joli 2, Junillon 2, Sorhaindo 2 | Kinnarps Arena, Jönköping Publik: 3.847 |

| Tisdag 25 januari 2011 16:15 | Tyskland                                                               | 25 – 35 (13–17) Matchrapport | Norge                                                                            | Kinnarps Arena, Jönköping Publik: 4.205 |
| Tisdag 25 januari 2011 16:15 | Kraus 6, Glandorf 4, Kaufmann 4, Pfahl 4, Sprenger 4, Preiss 2, Hens 1 |                              | Tvedten 8, Myrhol 7, Rambo 7, Paulsen 4, Hansen 3, Kjelling 3, Koren 2, Mamelund | Kinnarps Arena, Jönköping Publik: 4.205 |

| Tisdag 25 januari 2011 18:30 | Spanien | 30 – 24 (13–13) Matchrapport | Ungern | Kinnarps Arena, Jönköping Publik: 4.236 |
| Tisdag 25 januari 2011 18:30 | Romero 9, Cañellas 3, Morros 3, Rocas 3, Ugalde 3, Aguinagalde 2, Garabaya 2, Garcia Lorenzana 2, R. Entrerrios Rodriguez 2, Maqueda 1 |                              | Zubai 5, Császár 4, Lékai 4, T. Iváncsik 3, Ilyés 2, Mocsai 2, Gulyás 1, G. Iváncsik 1, Katzirz 1, Perez 1 | Kinnarps Arena, Jönköping Publik: 4.236 |

| Tisdag 25 januari 2011 20:45 | Frankrike                                                                                              | 34 – 28 (16–13) Matchrapport | Island | Kinnarps Arena, Jönköping Publik: 4.258 |
| Tisdag 25 januari 2011 20:45 | Karabatic 7, Barachet 6, Accambray 4, Fernandez 4, Abalo 3, Gille 3, Guigou 3, Honrubia 2, Sorhaindo 2 |                              | Petersson 6, Gunnarsson 5, Ólafsson 3, Pálmarsson 3, Sigurðsson 3, Svavarsson 3, Guðjónsson 2, Atlason 1, Hallgrímsson 1, Sveinsson 1 | Kinnarps Arena, Jönköping Publik: 4.258 |

### Grupp 2
| Lag       | S | V | O | F | GM  | IM  | MS  | P  |
| --------- | - | - | - | - | --- | --- | --- | -- |
| Danmark   | 5 | 5 | 0 | 0 | 155 | 131 | +24 | 10 |
| Sverige   | 5 | 3 | 0 | 2 | 127 | 124 | +3  | 6  |
| Kroatien  | 5 | 2 | 1 | 2 | 142 | 128 | +14 | 5  |
| Polen     | 5 | 2 | 0 | 3 | 122 | 129 | −7  | 4  |
| Serbien   | 5 | 1 | 1 | 3 | 127 | 139 | −12 | 3  |
| Argentina | 5 | 1 | 0 | 4 | 117 | 139 | −22 | 2  |

| Lördag 22 januari 2011 18:15 | Kroatien | 36 – 18 (19–6) Matchrapport | Argentina | Färs och Frosta Sparbank Arena, Lund Publik: 1.050 |
| Lördag 22 januari 2011 18:15 | Buntič 7, Zrnič 7, Lackovič 6, Strlek 5, Duvnjak 2, Vukovič 2, Balič 1, Kopljar 1, Matulič 1, Musa 1, Ninčevič 1, Valčič 1, Vori 1 |                             | S. Simonet 5, Canepa 2, Pizarro 2, Vidal 2, Vieyra 2, F. Fernandez 1 J.P. Fernandez 1, Ferro 1, Migueles 1, D. Simonet 1 | Färs och Frosta Sparbank Arena, Lund Publik: 1.050 |

| Lördag 22 januari 2011 18:15 | Serbien                                                     | 24 – 28 (13–12) Matchrapport | Sverige                                                                                  | Malmö Arena, Malmö Publik: 9.213 |
| Lördag 22 januari 2011 18:15 | Vujin 8, Ilič 5, Nikčevič 4, Sesum 3, Stojkovič 3, Toskič 1 |                              | Ekberg 6, Ekdahl 6, Carlén 5, Larholm 4, K. Andersson 2, Arrhenius 2, Doder 2, Källman 1 | Malmö Arena, Malmö Publik: 9.213 |

| Lördag 22 januari 2011 20:15 | Danmark | 28 – 27 (15–9) Matchrapport | Polen                                                                                            | Malmö Arena, Malmö Publik: 11.140 |
| Lördag 22 januari 2011 20:15 | Lindberg 6, Hansen 5, Boesen 4, L. Christiansen 4, Toft Hansen 3, Spellerberg 2, Søndergaard 2, Bagersted 1, M. Christiansen 1 |                             | Jurkiewicz 6, Tluczynski 6, Kuchczynski 4, Tkaczyk 4, Jaszka 2, Jurecki 2, Zaremba 2, Bielecki 1 | Malmö Arena, Malmö Publik: 11.140 |

| Söndag 23 januari 2011 18:15 | Sverige                                                                                  | 29 – 25 (14–12) Matchrapport | Kroatien                                                                                    | Malmö Arena, Malmö Publik: 9.551 |
| Söndag 23 januari 2011 18:15 | Doder 8, Ekberg 6, Carlén 4, Källman 4, K. Andersson 2, Arrhenius 2, Ekdahl 2, Larholm 1 |                              | Zrnič 9, Lackovič 4, Vori 4, Balič 2, Buntič 2, Duvnjak 1, Kopljar 1, Ninčevič 1, Vukovič 1 | Malmö Arena, Malmö Publik: 9.551 |

| Söndag 23 januari 2011 20:15 | Argentina | 24 – 31 (12–17) Matchrapport | Danmark | Malmö Arena, Malmö Publik: 10.924 |
| Söndag 23 januari 2011 20:15 | Carou 3, Ferro 3, Vidal 3, F. Fernandez 2, Migueles 2, Pizarro 2, D. Simonet 2, S. Simonet 2, Canepa 1, J.P. Fernandez 1, Kogovsek 1, Querin 1, Vieyra 1 |                              | Hansen 7, Eggert Jensen 6, Svan Hansen 6, Nøddesbo 4, Søndergaard 3, Spellerberg 2, M. Christiansen 1, Lauge 1, Toft Hansen 1 | Malmö Arena, Malmö Publik: 10.924 |

| Söndag 23 januari 2011 20:15 | Polen | 27 – 26 (10–11) Matchrapport | Serbien                                                                                             | Färs och Frosta Sparbank Arena, Lund Publik: 1.730 |
| Söndag 23 januari 2011 20:15 | Tluczynski 10, Bielecki 4, Lijewski 4, Jurasik 3, Rosinski 2, Jurecki 1, Jurkiewicz 1, Tomczak 1, Zaremba 1 |                              | Vujin 11, Markovič 3, Ilič 2, Prodanovič 2, Stojkovič 2, Toskič 2, Vuckovič 2, Bojinovič 1, Sesum 1 | Färs och Frosta Sparbank Arena, Lund Publik: 1.730 |

| Tisdag 25 januari 2011 18:15 | Kroatien                                                                                 | 28 – 24 (13–11) Matchrapport | Polen | Malmö Arena, Malmö Publik: 8.900 |
| Tisdag 25 januari 2011 18:15 | Buntič 7, Zrnič 6, Strlek 4, Vori 4, Balič 3, Duvnjak 1, Lackovič 1, Valčič 1, Vukovič 1 |                              | Jaszka 4, Tluczynski 4, Jurecki 3, Zaremba 3, Grabarczyk 2, Jurkiewicz 2, Kuchczynski 2, Lijewski 2, Tkaczyk 2 | Malmö Arena, Malmö Publik: 8.900 |

| Tisdag 25 januari 2011 20:15 | Serbien                                                                                            | 26 – 25 (15–13) Matchrapport | Argentina | Färs och Frosta Sparbank Arena, Lund Publik: 1.030 |
| Tisdag 25 januari 2011 20:15 | Ilič 6, Vujin 6, Prodanovič 4, Nikčevič 2, Stankovič 2, Toskič 2, Vuckovič 2, Sesum 1, Stojkovič 1 |                              | F. Fernandez 5, Kogovsek 5, S. Simonet 4, D. Simonet 3, Carou 2, Vieyra 2, Canepa 1, Pizarro 1, Portela 1, Querin 1 | Färs och Frosta Sparbank Arena, Lund Publik: 1.030 |

| Tisdag 25 januari 2011 20:15 | Danmark | 27 – 24 (16–11) Matchrapport | Sverige | Malmö Arena, Malmö Publik: 11.587 |
| Tisdag 25 januari 2011 20:15 | L. Christiansen 6, Hansen 5, Knudsen 3, Lindberg 2, Spellerberg 2, Søndergaard 2, Toft Hansen 2, Boesen 1, M. Christiansen 1, Eggert Jensen 1, Lauge 1, Nøddesbo 1 |                              | Ekdahl 5, Ekberg 4, Larholm 3, Larsson 3, Arrhenius 2, Gustafsson 2, T. Karlsson 2, Doder 1, Källman 1, Petersen 1 | Malmö Arena, Malmö Publik: 11.587 |

## Presidents Cup

### 13:e–16:e plats
| Lördag 22 januari 2011 14:00 | Egypten                                                                                      | 34 – 28 (17–15) Matchrapport | Japan | Arena Skövde, Skövde Publik: 1.634 |
| Lördag 22 januari 2011 14:00 | Mabrouk 8, Keshk 7, El Ahmar 6, Haggag 3, Hassan 3, Razek 3, Ramadan 2, Hussein 1, Mamdouh 1 |                              | Suematsu 7, H. Higashinagahama 4, Izuma 4, Kishigawa 3, Nomura 3, Tomita 2, Toyoda 2, S. Higashinagahama 1, Kadoyama 1, Kaido 1 | Arena Skövde, Skövde Publik: 1.634 |

| Lördag 22 januari 2011 16:30 | Algeriet                                                                       | 24 – 29 (e. förl.) (12–17) Matchrapport | Sydkorea                                                                               | Arena Skövde, Skövde Publik: 1.711 |
| Lördag 22 januari 2011 16:30 | Daoud 4, Hamad 4, Labane 4, Layadi 4, Boultif 3, Berkous 2, Rahim 2, Mokrani 1 |                                         | Yu 8, Jung 6, J.G. Park 4, Jeong 3, C.Y. Park 2, Sim 2, Eom 1, Kim 1, J.W. Lee 1, Oh 1 | Arena Skövde, Skövde Publik: 1.711 |

### 17:e–20:e plats
| Lördag 22 januari 2011 14:00 | Tunisien                                                         | 25 – 26 (14–12) Matchrapport | Österrike                                                                                             | Kristianstad Arena, Kristianstad Publik: |
| Lördag 22 januari 2011 14:00 | Alouini 6, Ayed 5, Gharbi 3, Hedoui 3, Tej 3, Touati 3, Mrabet 2 |                              | Weber 6, Fölser 5, Szilagyi 4, Bozovic 2, Friede 2, Jochum 2, Mayer 2, Abadir 1, Wilczynski 1, Wöss 1 | Kristianstad Arena, Kristianstad Publik: |

| Lördag 22 januari 2011 16:30 | Rumänien                                                                                  | 33 – 38 (19–22) Matchrapport | Slovakien                                                                                       | Kristianstad Arena, Kristianstad Publik: 2.490 |
| Lördag 22 januari 2011 16:30 | Ghionea 8, Stamate 8, Fenici 5, Novanc 5, Florea 2, Sabou 2, Georgescu 1, Jurca 1, Toma 1 |                              | Kukucka 7, M. Stranovský 7, Kopco 6, Antl 5, Tarhai 5, Urban 4, Petro 2, Nižnan 1, Tumidalský 1 | Kristianstad Arena, Kristianstad Publik: 2.490 |

### 21:a–24:e plats
| Lördag 22 januari 2011 16:00 | Australien                                                                 | 21 – 29 (6–17) Matchrapport | Chile | Malmö Arena, Malmö Publik: 1.766 |
| Lördag 22 januari 2011 16:00 | Parmenter 6, Calvert 4, Kelly 4, Subotic 3, Krajnc 2, Fletcher 1, Kodric 1 |                             | Martinez 5, Salinas 5, Araya 4, Er. Feuchtmann 4, Em. Feuchtmann 3, Maurin 3, Chacana 2, Cornejo 2, Valenzuela 1 | Malmö Arena, Malmö Publik: 1.766 |

| Lördag 22 januari 2011 20:30 | Bahrain                                                                                                   | 30 – 37 (15–17) Matchrapport | Brasilien                                                                                                | Färs & Frosta Sparbank Arena, Lund Publik: 550 |
| Lördag 22 januari 2011 20:30 | Almaqabi 6, Alsayyad 5, M. Madan 5, H. Madan 3, Yusuf 3, Ali 2, Jawher 2, M. Merza 2, A. Merza 1, Yahya 1 |                              | Chiuffa 6, Bortolini 5, Silva 5, Cardoso 4, Bonfim 3, Pacheco 3, Pires 3, Teixeira 3, Tupan 3, Ribeiro 2 | Färs & Frosta Sparbank Arena, Lund Publik: 550 |

### Match om 23:e plats
| Söndag 23 januari 2011 16:00 | Australien                                                                                             | 23 – 33 (11–19) Matchrapport | Bahrain                                                                                            | Malmö Arena, Malmö Publik: 724 |
| Söndag 23 januari 2011 16:00 | Blondell 6, Calvert 5, Krajnc 3, Fletcher 2, Schofield 2, Stojanovic 2, Hedges 1, Kelly 1, Parmenter 1 |                              | Alsayyad 7, A. Merza 7, M. Merza 5, Yusuf 4, Ali 3, Jawher 3, M. Madan 2, Abdulqader 1, Alfardan 1 | Malmö Arena, Malmö Publik: 724 |

### Match om 21:a plats
| Söndag 23 januari 2011 18:00 | Chile                                                                                                 | 18 – 28 (11–13) Matchrapport | Brasilien                                                                                       | Färs & Frosta Sparbank Arena, Lund Publik: 650 |
| Söndag 23 januari 2011 18:00 | Em. Feuchtmann 7, Martinez 3, Er. Feuchtmann 2, Maurin 2, Chacana 1, Oneto 1, Salinas 1, Valenzuela 1 |                              | Ribeiro 6, Cardoso 5, Pacheco 5, Bortolini 3, Oliveira 3, Chiuffa 2, Tupan 2, Pires 1, Pozzer 1 | Färs & Frosta Sparbank Arena, Lund Publik: 650 |

### Match om 19:e plats
| Söndag 23 januari 2011 14:00 | Tunisien                                                      | 29 – 30 (14–17) Matchrapport | Rumänien                                                                                         | Kristianstad Arena, Kristianstad Publik: |
| Söndag 23 januari 2011 14:00 | Hedoui 9, Tej 7, Touati 4, Alouini 3, Gatfi 3, Haj 2, Saied 1 |                              | Florea 8, A. Stamate 8, Toma 6, Novanc 2 I. Stamate 2, Fenici 1, Georgescu 1, Muresan 1, Sabou 1 | Kristianstad Arena, Kristianstad Publik: |

### Match om 17:e plats
| Söndag 23 januari 2011 16:30 | Österrike | 35 – 39 (18–19) Matchrapport | Slovakien                                                                                           | Kristianstad Arena, Kristianstad Publik: 1.546 |
| Söndag 23 januari 2011 16:30 | Szilagyi 7, Wilczynski 5, Bozovic 4, Fölser 4, Schlinger 4, Weber 4, Wagesreiter 3, Mayer 2, Jochum 1, Posch 1 |                              | Kopco 8, M. Stranovský 7, Tarhai 7, Tumidalský 6, Antl 4, Nižnan 2, Šulc 2, Mazák 1 Urban 1, Valo 1 | Kristianstad Arena, Kristianstad Publik: 1.546 |

### Match om 15:e plats
| Måndag 24 januari 2011 18:00 | Japan | 24 – 29 (13–13) Matchrapport | Algeriet                                                                             | Arena Skövde, Skövde Publik: 1.510 |
| Måndag 24 januari 2011 18:00 | Kaido 6, Kadoyama 3, Mori 3, S. Higashinagahama 2, Suematsu 2, Toyoda 2, H. Higashinagahama 1, Izuma 1, Kishigawa 1, Nomura 1, Takeda 1, Tomita 1 |                              | Zouaoui 8, Hamoud 6, Hamad 5, Boudrali 3, Daoud 3, Layadi 2, Boultif 1, Boumendjel 1 | Arena Skövde, Skövde Publik: 1.510 |

### Match om 13:e plats
| Måndag 24 januari 2011 20:30 | Egypten                                                                              | 23 – 26 (11–12) Matchrapport | Sydkorea                                                     | Arena Skövde, Skövde Publik: 1.525 |
| Måndag 24 januari 2011 20:30 | Abdelwares 6, Hassan 4, Keshk 3, Mamdouh 3, El Ahmar 2, Hussein 2, Razek 2, Yousef 1 |                              | J.G. Park 7, Jeong 6, Jung 3, J.W. Lee 3, Sim 3, Yu 3, Lim 1 | Arena Skövde, Skövde Publik: 1.525 |

### Match om 11:e plats
| Torsdag 27 januari 2011 18:00 | Tyskland | 40 – 35 (ef.förl.) (13–12) Matchrapport | Argentina | Kristianstad Arena, Kristianstad Publik: |
| Torsdag 27 januari 2011 18:00 | Gensheimer 9, Glandorf 9, Groetzki 6, Heinl 3, Kraus 3, Haass 2, Hens 2, Pfahl 2, Preiss 2, Christophersen 1, Kaufmann 1 |                                         | D. Simonet 7, F. Fernandez 6, Vieyra 5, S. Fernandez 4, Canepa 2, Carou 2, Kogovsek 2, Pizzarro 2, Vidal 2, J.P. Fernandez 1, Ferro 1, Querin 1 | Kristianstad Arena, Kristianstad Publik: |

### Match om 9:e plats
| Torsdag 27 januari 2011 20:30 | Norge                                                                                      | 32 – 31 (ef.förl.) (14–16) Matchrapport | Serbien                                                                                        | Kristianstad Arena, Kristianstad Publik: 2.141 |
| Torsdag 27 januari 2011 20:30 | Tvedten 9, Myrhol 6, Koren 4, Paulsen 4, Lund 2, Rambo 2, Hansen 2, Kjelling 2, Mamelund 1 |                                         | Ilič 7, Stankovič 6, Sesum 4, Stojkovič 4, Prodanovič 3, Rnič 3, Vujin 2, Toskič 1, Markovič 1 | Kristianstad Arena, Kristianstad Publik: 2.141 |

### Match om 7:e plats
| Fredag 28 januari 2011 18:00 | Ungern                                                               | 31 – 28 (16–14) Matchrapport | Polen | Kristianstad Arena, Kristianstad Publik: |
| Fredag 28 januari 2011 18:00 | G. Iváncsik 11, Ilyés 6, Mocsai 6, T. Iváncsik 4, Császár 3, Lékai 1 |                              | Jureck 6, Kuchczynski 3, Bielecki 3, Jurkiewicz 3, Zaremba 3, Jaszka 2, Grabarczyk 2, Tluczynski 2, Rosinski 2, Tomczak 1, Jurasik 1 | Kristianstad Arena, Kristianstad Publik: |

### Match om 5:e plats
| Fredag 28 januari 2011 20:30 | Island | 33 – 34 (16–14) Matchrapport | Kroatien                                                                      | Malmö Arena, Malmö Publik: 7.436 |
| Fredag 28 januari 2011 20:30 | Sigurðsson 10, Guðjónsson 7, Petersson 6, Stefánsson 5, Atlason 2, Svavarsson 1, Hallgrímsson 1, Gunnarsson 1 |                              | Buntic 9, Zrnic 7, Vukovic 7, Duvnjak 6, Vori 2, Kopljar 1, Strlek 1, Maric 1 | Malmö Arena, Malmö Publik: 7.436 |

## Slutspel

### Semifinaler
| Fredag 28 januari 2011 18:00 | Frankrike                                                                             | 29 – 26 (15–12) Matchrapport | Sverige                                                                  | Malmö Arena, Malmö Publik: 11 477 |
| Fredag 28 januari 2011 18:00 | Gille 8, Guigou 8, Accambray 3, Karabatic 3, Abolo 2, Barachet 2, Fernandez 2, Joli 1 |                              | Källman 6, Carlén 5, Ekdahl 5, Doder 3, Ekberg 3, Arrhenius 2, Larholm 2 | Malmö Arena, Malmö Publik: 11 477 |

| Fredag 28 januari 2011 20:30 | Danmark | 28 – 24 (12–12) Matchrapport | Spanien | Kristianstad Arena, Kristianstad Publik: 4 234 |
| Fredag 28 januari 2011 20:30 | Hansen 9, Lindberg 6, Söndergaard 5, Toft 2, Christiansen 2, Boesen 1, Christiansen 1, Knudsen 1, Spellerberg 1 |                              | Canellas 6, A. Entrerrios Rodriguez 3, R. Entrerrios Rodriguez 3, Gurbindo 2, Roberto Parrondo 2, Ugalde 2, Garabya 1, Juan Garcia 1, Morros 1, Rocas 1, Jose Rodriguez 1, Romero 1 | Kristianstad Arena, Kristianstad Publik: 4 234 |

### Bronsmatch
| Söndag 30 januari 2011 14:30 | Sverige                                                                                       | 23 – 24 (11–11) Matchrapport | Spanien | Malmö Arena, Malmö Publik: 12 145 |
| Söndag 30 januari 2011 14:30 | Källman 6, Larholm 5, Oscar Carlén 4, Ekdahl 3, Doder 2, Ekberg 1, Jakobsson 1, T. Karlsson 1 |                              | Aguinagalde 4, Gurbindo 4, Romero 4, A. Entrerrios Rodriguez 3, Cañellas 2, R. Entrerrios Rodriguez 2, Garcia Parrondo 2, Garcia Lorenzana 1, Maqueda 1, Ugalde 1 | Malmö Arena, Malmö Publik: 12 145 |

### Final
| Söndag 30 januari 2011 17:00 | Frankrike                                                                              | 37 – 35 (ef.förl.) (15–12) Matchrapport | Danmark | Malmö Arena, Malmö Publik: 12 462 |
| Söndag 30 januari 2011 17:00 | Karabatic 10, Guigou 7, Abalo 5, Fernandez 5, Gille 4, Barachet 3, Accambray 2, Joli 1 |                                         | Hansen 10, L. Christiansen 5, Spellerberg 4, Eggert Jensen 3, Lindberg 3, Nøddesbo 3, Boesen 2, Knudsen 2, Toft Hansen 2, M. Christiansen 1 | Malmö Arena, Malmö Publik: 12 462 |

| Världsmästare: Frankrike (Fjärde titeln) |

## Slutplaceringar
| 1 | Frankrike |
| 2 | Danmark   |
| 3 | Spanien   |
| 4 | Sverige   |
| 5 | Kroatien  |
| 6 | Island    |
| 7 | Ungern    |
| 8 | Polen     |

| 9  | Norge     |
| 10 | Serbien   |
| 11 | Tyskland  |
| 12 | Argentina |
| 13 | Sydkorea  |
| 14 | Egypten   |
| 15 | Algeriet  |
| 16 | Japan     |

| 17 | Slovakien  |
| 18 | Österrike  |
| 19 | Rumänien   |
| 20 | Tunisien   |
| 21 | Brasilien  |
| 22 | Chile      |
| 23 | Bahrain    |
| 24 | Australien |

## Utmärkelser

### Mest värdefulla spelare
| MVP | Nikola Karabatic |

### All-Star Team
| Målvakt     | Thierry Omeyer      |
| Vänstersexa | Håvard Tvedten      |
| Mittsexa    | Bertrand Gille      |
| Högersexa   | Vedran Zrnić        |
| Vänsternia  | Mikkel Hansen       |
| Mittnia     | Dalibor Doder       |
| Högernia    | Alexander Petersson |

Utsedda av förbundskaptenerna och experter från IHF: IHF.info

## Statistik

### Målvaktsligan
| Plats | Namn               | Nation    | %     | Räddningar | Skott |
| ----- | ------------------ | --------- | ----- | ---------- | ----- |
| 1     | Daouda Karaboué    | Frankrike | 47,5% | 56         | 118   |
| 2     | Johan Sjöstrand    | Sverige   | 41,5% | 108        | 260   |
| 3     | Johannes Bitter    | Tyskland  | 41,0% | 96         | 234   |
| 4     | Ole Erevik         | Norge     | 40,4% | 69         | 171   |
| 5     | Niklas Landin      | Danmark   | 39,5% | 121        | 306   |
| 6     | Lee Chang-woo      | Sydkorea  | 39,1% | 45         | 115   |
| 7     | Park Chan-young    | Sydkorea  | 38,4% | 58         | 151   |
| 8     | Nándor Fazekas     | Ungern    | 38,2% | 92         | 241   |
| 9     | Abdelmalek Slahdji | Algeriet  | 37,7% | 81         | 215   |
| 10    | Thierry Omeyer     | Frankrike | 37,5% | 110        | 293   |

Målvakter som mottagit minst 20% av totala antalet skott mot sitt lag. Källa: Officiell statistik framtagen av Hego Group

### Skytteligan
| Plats | Namn                    | Nation    | Mål | Skott | %   |
| ----- | ----------------------- | --------- | --- | ----- | --- |
| 1     | Mikkel Hansen           | Danmark   | 68  | 121   | 56% |
| 2     | Håvard Tvedten          | Norge     | 56  | 86    | 64% |
| 2     | Marko Vujin             | Serbien   | 56  | 114   | 49% |
| 4     | Vedran Zrnić            | Kroatien  | 54  | 71    | 76% |
| 4     | Bjarte Myrhol           | Norge     | 54  | 71    | 76% |
| 6     | Alexander Petersson     | Island    | 53  | 88    | 60% |
| 7     | Nikola Karabatic        | Frankrike | 51  | 80    | 64% |
| 8     | Tomasz Tłuczyński       | Polen     | 47  | 60    | 78% |
| 8     | Guðjón Valur Sigurðsson | Island    | 47  | 69    | 68% |
| 10    | Niclas Ekberg           | Sverige   | 43  | 67    | 64% |

Källa: Officiell statistik framtagen av Hego Group